# Mean (album)
Pour les articles homonymes, voir Mean.
Albums de Montrose
Jump on It
(1976)
Mean, paru en 1987, est le cinquième album de Montrose et le premier depuis onze ans et Jump on It, sorti en 1976.

## L'album
Onze ans après la sortie du dernier album de Montrose, Ronnie Montrose reforme le groupe avec de nouveaux musiciens le temps d'un album qui restera sans suite.
Tous les titres de l'album ont été composés par les membres du groupe.

## Musiciens
- Johnny Edwards : voix
- Ronnie Montrose : guitare
- Glenn Letsch : basse
- James Kottak : batterie

## Les titres
1. Don't Damage the Rock - 5 min 06 s
2. Game of Love - 2 min 57 s
3. Pass It On - 3 min 37 s
4. Hard Headed Woman - 3 min 50 s
5. M for Machine - 3 min 59 s
6. Ready, Willing and Able - 4 min 19 s
7. Man of the Hour - 4 min 23 s
8. Flesh and Blood - 4 min 36 s
9. Stand - 4 min 46 s

## Informations sur le contenu de l'album
- Game of Love est également sorti en single.